# RheinVision
Die RheinVision ist ein 1995/96 gebautes Ausflugsschiff, das im Auftrag der Köln-Düsseldorfer Deutsche Rheinschiffahrt AG betrieben wird. Es wird ab der Saison 2014 vorwiegend für Charter- und Veranstaltungsfahrten sowie als Rundfahrtschiff im Kölner Gebiet genutzt. An verkehrsschwachen Tagen wird das Schiff zudem im Plandienst zwischen Köln und Bad Hönningen eingesetzt. Die RheinVision ist das baugleiche Schwesterschiff der Asbach, das unter dem Schiffsnamen Marksburg ebenfalls 1996 den Betrieb aufnahm.

## Geschichte

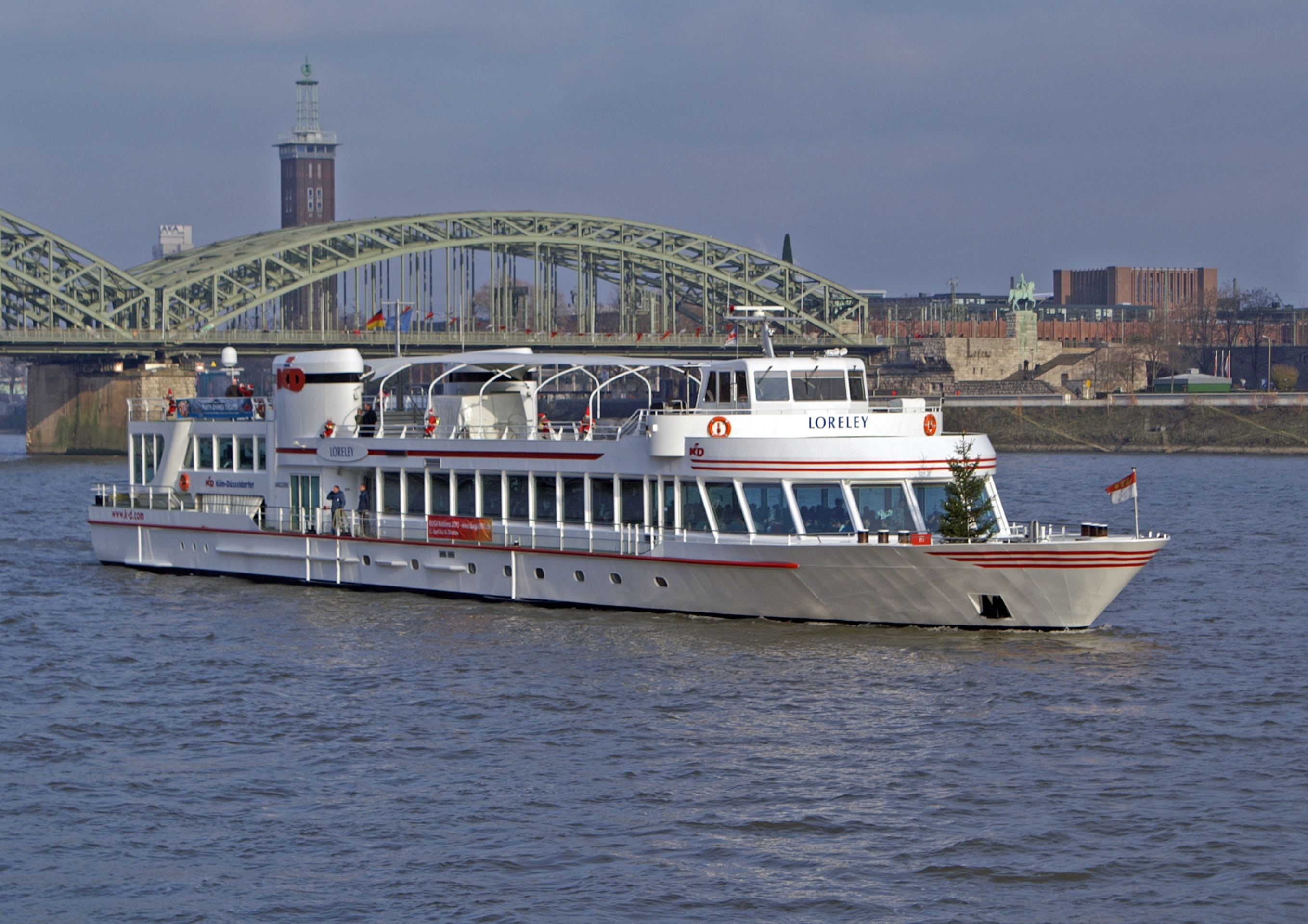
Als Loreley in Fahrt

Das Fahrgastschiff wurde in den Jahren 1995 und 1996 durch die De Hoop-Werft in Rijnwaarden unter der Baunummer 366 gebaut. Die Kiellegung erfolgte im November 1995, der Stapellauf am 1. Juni des Folgejahres. Die Werft lieferte das Schiff am 30. Juni 1996 aus. Am 5. Juli taufte Kirsten Treibisch das Schiff in St. Goarshausen auf den Namen Loreley. Sie war das vierte Schiff der Köln-Düsseldorfer, welches auf diesen Namen getauft wurde. Die Baukosten betrugen 8 Mio. D-Mark. Ab dem 6. Juli setzte die Reederei die Loreley im Plandienst vorwiegend auf dem Mittelrhein zwischen Koblenz und Rüdesheim ein.
Am 18. September 2003 sendete Harald Schmidt seine gleichnamige Show von Bord der damaligen Loreley.
Im Dezember 2008 wurde das Schiff an die hundertprozentige Unternehmenstochter KD Europe S.à r.l in Luxemburg verkauft und anschließend im Januar 2009 in Valletta auf Malta registriert. Da die Schiffe der Köln-Düsseldorfer ihren Heimathafen mangels Hochsee-Tauglichkeit nicht erreichen können, werden sie im Niehler Hafen in Köln gewartet.
2024 wurde das Schiff in RheinVision umbenannt.

## Literatur

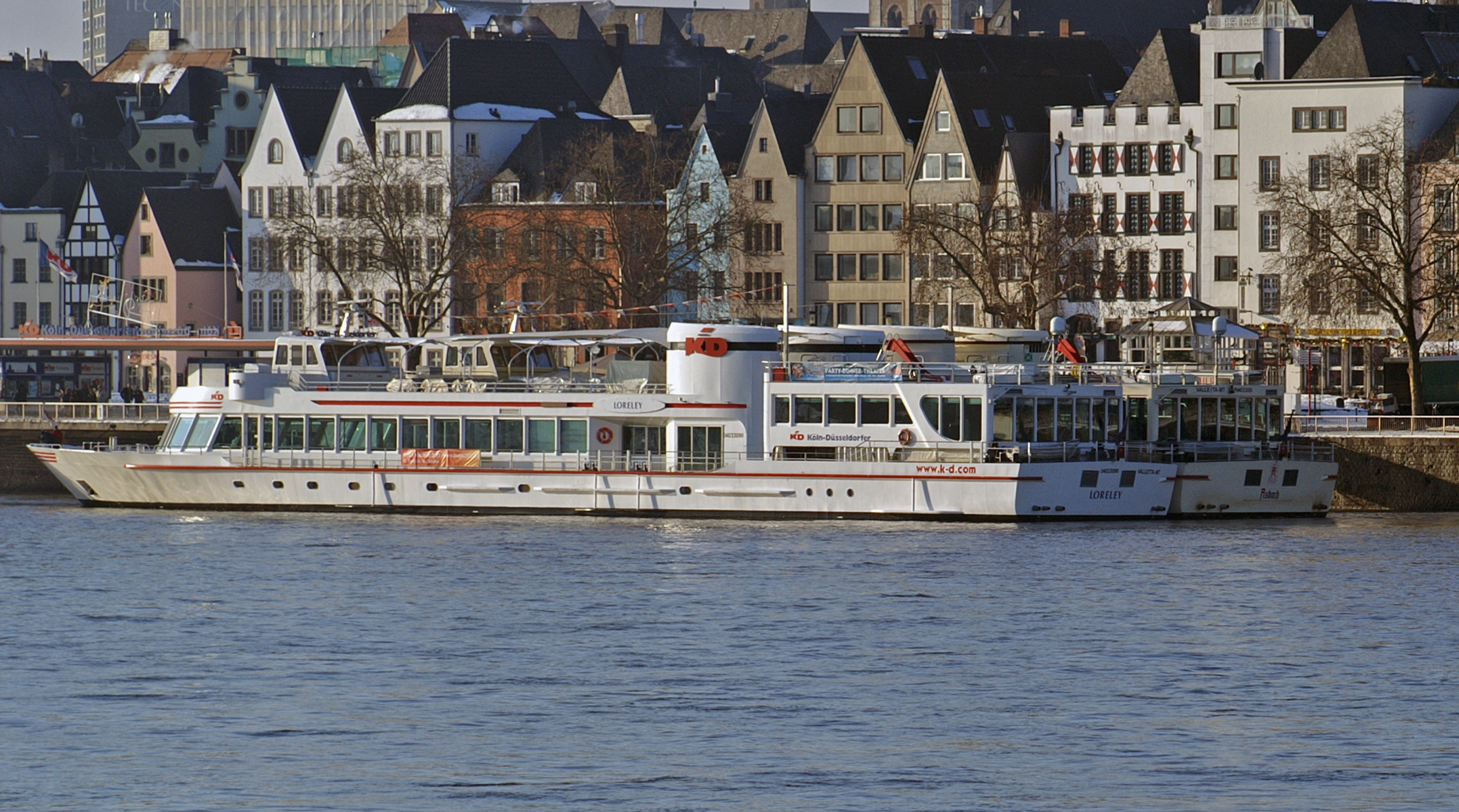
Neben ihrem Schwesterschiff Asbach

### Zwischenfall
Am 28. September 2003 lief das Schiff auf einer Planfahrt von Rüdesheim nach Koblenz bei extremen Niedrigwasser in Höhe der namensgebenden Loreley mit beiden Antriebs- und Steuerungspropellern auf Grund. Durch die Schäden konnte das Schiff nicht mehr manövriert werden. Nachdem der Kapitän die Geschwindigkeit mittels des Bugstrahlruders reduzieren konnte, lief die Loreley mit etwa 15 km/h bei Stromkilometer 553,7 auf Land auf. Infolge des Aufpralls klagten 41 der 349 Fahrgäste über Schmerzen. Fünf Personen wurden stationär behandelt, bei den anderen reichte eine ambulante Versorgung aus. Ein technischer Defekt konnte nach staatsanwaltschaftlichen Ermittlungen ausgeschlossen werden. Als Unfallursache wurde seitens der Reederei das zum Unglückszeitpunkt extreme Niedrigwasser (1,44 m) angenommen. Am 25. November 2003 gab die Staatsanwaltschaft das reparierte Schiff wieder frei. Durch den Aufprall wurde das Schiff am Bug so schwer beschädigt, dass in der Bauwerft De Hoop ein neues Bugteil gefertigt werden musste, das die Kölner Werft im Mülheimer Hafen anbaute.

## Ausstattung

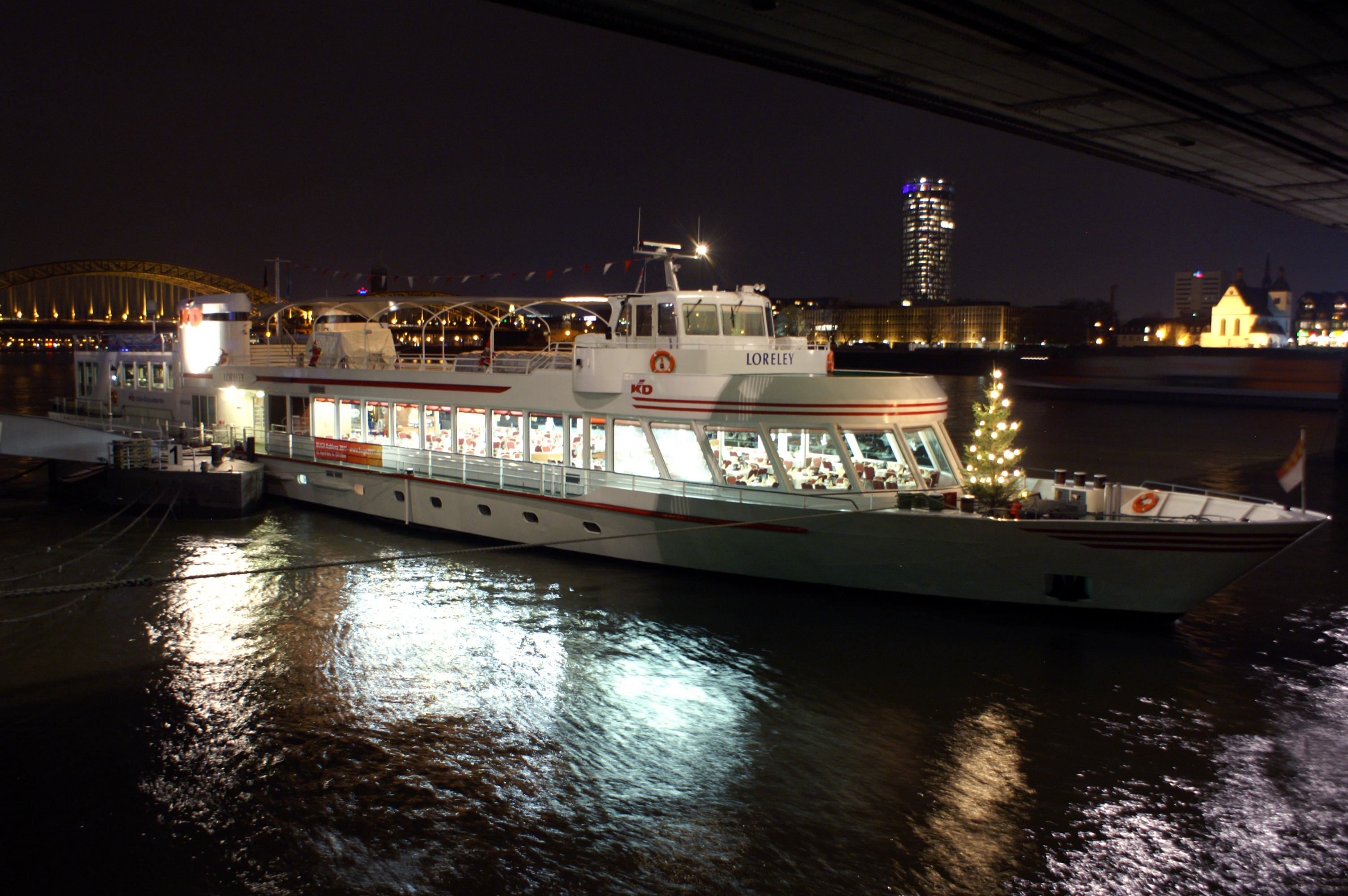
Nachtaufnahme

Die Loreley ist ein Dreideck-Fahrgastschiff mit zwei Salons im geschlossenen Hauptdeck. Bei Normalbestuhlung finden im vorderen Hauptdeck 278 und im mit einer Bar ausgestattetem, etwas höher liegendem, hinteren Hauptdeck 141 Fahrgäste Platz. Unterhalb dieses Schiffsteils liegt ein etwa 1,40 m hoher Abstellraum für Fahrräder. Das bei Bedarf teilweise mit einem Sonnensegel abdeckbare Freideck ist für 150 Personen ausgelegt. Achtern befindet sich ein kleiner Spielplatz der mit einer Rutschbahn ausgestattet wurde. Im Unterdeck schließen sich an den Bugstrahlruderraum beidseitig jeweils sechs Mannschaftskabinen. Daran angrenzend befindet sich die Schiffsküche von der ein Treppenzugang zum Hauptdeck für das Personal führt. Die Treppe im Mittelschiff ermöglicht den Fahrgästen den Zugang vom Hauptdeck zu der dort angrenzenden Garderobe, dem Schiffsbüro und zu den Toiletten. Achtern sind außer dem Maschinenraum, noch Kühl- und Lagerräume vorhanden, die über eine weitere Personaltreppe mit dem Hauptdeck verbunden sind. Im Zwischenraum von Unterdeck und Schiffsboden wurden Trinkwasser-, Kraftstoff- und der Fäkalientank eingebaut. Alle achtern liegenden Bereiche des Schiffs sind über einen steuerbordseitigen Fahrstuhl auch für gehbehinderte Menschen zu erreichen. Die Nutzfläche des Schiffes beträgt zirka 630 m², die Deckenhöhe 2,20 bis 3 m. Die maximale Passagierkapazität wird mit 600 Personen angegeben.

## Technik
Das Schiff wird von zwei Dieselmotoren à 346 kW von MAN vom Typ D2840LE über zwei Aquamaster-Ruderpropeller Typ Rauma US381/1500 angetrieben. Das Bugstrahlruder des niederländischen Herstellers De Gerlien van Tiem verfügt über einen 230 kW starken MAN-Antrieb. Das Schiff ist 68,13 m lang, 11,40 m breit und 10,30 m hoch. Der Tiefgang wird bei Volllast mit 1,25 m angegeben.